# ヨセフ・ユングマン
ヨゼフ・ユングマン（Josef Jungmann、1773年7月16日 – 1847年11月14日）は、ボヘミア（現在のチェコ）の詩人・言語学者。チェコ国家復興運動の第一人者でもあった。

## 略歴
ベウロン近郊のフドリツェ出身。ユングマンは、靴の修繕を営む家の6番目の子として生まれた。幼少期は、司祭になりたいと考えていた。しかし、1788年から1792年にグラマースクールの課程を修了した後は、哲学と法学を学んだ。1799年初めに、リトムニェジツェのギムナジウムで教鞭をとるようになった。当時、リトムニェジツェのギムナジウムではドイツ語を話す生徒が多数であった。1815年に、ボヘミアの中心地であるプラハへと移る。そこでユングマンは、1845年までチェコ語の教師として、旧市街地にあったアカデミック・グラマースクールで教鞭をとった。この学校には、後にチェコ国民楽派の祖となるベドルジハ・スメタナも1839年に短期間在籍していた。ユングマンは、1817年に哲学と数学の博士号を取得した。そして、1827年から1838年には、プラハにあるカレル大学の芸術学部長を務め、1840年には同大学の学長に就任した。1847年11月14日死去。74歳没。

## 業績
ユングマンは、書き言葉としてのチェコ語復興の厳格な主唱者であった。彼の師であるヨゼフ・ドブロフスキーとは対照的に、ユングマンは著作においてもチェコ語を使用した。1805年、ユングマンはフランスのフランソワ＝ルネ・ド・シャトーブリアンの『アタラ』(Atara)を翻訳し出版している。これを契機にユングマンは、チェコ語は複雑で芸術的な文章を表現するのに適した言語であることを証明することを目論むようになった。その後、ユングマンはヨハン・ヴォルフガング・フォン・ゲーテやフリードリヒ・フォン・シラー、ジョン・ミルトンの翻訳作品を出版している。ユングマン自作の詩の数は少ないものの、その中には2編のソネット、物語風の詩『Oldřich a Božena』が含まれる。
翻訳作品を出版に続いて、ユングマンは論争術に関するシリーズを出版するようになる。その中でも、『Talks on Czech Language（英題）』が最も知られた作品である。1820年、ユングマンは『Slovesnost aneb Sbírka příkladů s krátkým pojednáním o slohu』を出版する。この本は、文体論に関する書籍であった。1825年には、『Historie literatury české aneb Soustavný přehled spisů českých, s krátkou historií národu, osvícení a jazyka』を出版している。
ユングマンの特筆すべき業績は、5巻に及ぶチェコ語-ドイツ語辞典の出版である。この辞典の中で、ユングマンは現代チェコ語の基礎をレイアウトした。詩的効果のために、ユングマンが強く望んだ語彙の文体範囲の達成、チェコ語語彙の拡大のため、ユングマンは古語も復活させている。そのため、ユングマンは歴史的な書籍を研究したり、他のスラヴ語から言葉を借用したり、場合によっては新語を創造している。彼の言葉の多くが、現在のチェコ語の一般的なものとなっている。
ユングマンの業績によって、ユングマンの名にちなんだ、Jungmannova Street（ユングマン通り）とJungmannovo náměstí（ユングマン広場）がプラハにある。この広場には、ユングマンの大きな彫刻が展示されている。

### 作品一覧
- Antibohemia, 1814
- Historie literatury české aneb Soustavný přehled spisů českých, s krátkou historií národu, osvícení a jazyka, 1825
- Krok
- Nepředsudečné mínění o české prozódii, 1804
- O jazyku českém, 1806
- O klasičnosti literatury a důležitosti její
- Oldřich a Božena, 1806
- Rozmlouvání o jazyku českém
- Slovesnost aneb Sbírka příkladů s krátkým pojednáním o slohu, 1820
- Slovník česko-německý, 1834-39 (5 dílů)
- Slovo ke statečnému a blahovzdělanému Bohemariusovi, 1814
- Zápisky, 1871

## 伝記
- エマヌエル・ハルプニー (Emanuel Chalupný): Jungmann, Prag 1909
- ユリウス・ドランスキー (Julius Dolanský): Jungmannův odkaz (Z dějin české slovesnosti), Prag 1948